# كاترينا هاكر (متزلجة فنية)
كاترينا هاكر (بالإنجليزية: Katrina Hacker)‏ هي متزلجة فنية أمريكية، ولدت في 31 مايو 1990 في نيويورك في الولايات المتحدة.

## وصلات خارجية
- كاترينا هاكر على موقع الاتحاد الدولي للتزلج (الإنجليزية)